# Чуприно (Вологодская область)
Чуприно — деревня в Кадуйском районе Вологодской области.
Входит в состав городского поселения посёлок Кадуй, с точки зрения административно-территориального деления входит в Чупринский сельсовет (но не является его центром).
Расположена к югу от Кадуя, по дороге к деревне Большой Смердяч.
По переписи 2002 года население — 75 человек (33 мужчины, 42 женщины). Преобладающая национальность — русские (96 %).